# Tropo (filosofia)
Em filosofia, tropos (do grego antigo τρόπος (tropos), 'direção', 'caminho',' maneira' do verbo τρέπειν (trépein): virar são argumentos introduzidos pelos céticos gregos para concluir a necessidade de suspensão do juízo.
Sexto Empírico  chega a enumerar dezessete tropos, dos quais os primeiros dez derivam da classificação proposta por  Enesidemo. Diógenes Laércio atribui  a  Agripa cinco dos sete tropos acrescentados por Sexto Empírico; os outros dois são atribuídos a outros filósofos céticos. 
Em metafísica analítica o termo 'tropo' foi introduzido pelo filósofo norte-americano D.C. Williams em seu artigo clássico "The Elements of Being" (1953). Para Williams tropos são propriedades espaço-temporalmente localizadas. Williams defendeu que tanto o nosso mundo quanto qualquer mundo possível seria completamente constituído por tropos. Universais, como 'o vermelho' não são para ele entidades abstratas, como no realismo ontológico clássico, mas classes de tropos precisamente similares, como o tropo de vermelho de uma papoula e o tropo de vermelho de uma amostra de sangue. Objetos materiais, por sua vez, são construídos como conjuntos de tropos co-localizados no espaço e no tempo, como o tropo de marrom em uma mesa junto com os seus tropos de dureza e de forma. Uma tentativa importante de desenvolver sistematicamente a proposta de Williams foi feita por Keith Campbell em 1990. Para Campbell as forças da natureza são quasi-tropos. Desde então uma variedade de textos e livros têm sido publicados com o objetivo de desenvolver uma ontologia dos tropos, frequentemente enfraquecendo a proposta original de Williams.